# Bruno Durdov
Bruno Durdov (Split, 11 december 2007) is een Kroatisch voetballer die bij voorkeur als vleugelspeler speelt. Hij speelt bij Hajduk Split.

## Clubcarrière
Durdov is geboren in Split en kwam in 2015 terecht in de jeugdopleiding van Hajduk Split. Op 5 mei 2024 vierde hij op zestienjarige leeftijd zijn competitiedebuut tegen NK Varaždin. Op 21 september 2024 scoorde Durdov zijn eerste twee competitietreffers tegen HNK Gorica.